# Aarhus Cyklebane
Aarhus Cyklebane var en 333⅓ meter lang udendørs cykelbane beliggende i Marselisborgkvarteret i Aarhus nær NRGi Arena. Cykelbanen var Danmarks største og var ikke bare hjemsted for Aarhus Cyklebane og for byens største cykelklub, Cykle Klubben Aarhus, men også for landets største cykelsportsmiljø indenfor bane-, landevej- cross- og MTB-cykling. Cykelbanen var ejet af Aarhus Kommune. Det sidste løb blev kørt den 24. august 2024, hvorefter anlægget skal rives ned. 

## Historie

### Tidligere placeringer
De første organiserede cykelløb i Aarhus fandt formentlig sted i 1880-90'erne. Det medførte at man den 23. juni 1893 indviede den første cykelbane på Galgebakken i Aarhus, der i dag kendes som Ny Munkegade. Denne bane kom i kølvandet på den nystiftede Aarhus Cykle Klub, og var en 400 meter jordbane. Den selv samme klub foranledigede allerede året efter opførelsen af en ny 400 meter stor cementbane ved Vejlby Fed i Risskov kaldet Aarhusbanen, med indvielse 6. maj 1894. Banen var dengang nordens største og havde desuden tribune.
Aarhusbanen var et stort tilløbsstykke, og der opførtes blandt andet et hotel, der fra starten havde til formål at betjene cykelbanens besøgende. Men interessen for banen faldt dog hurtigt, hvorfor man stoppede med at køre baneløb der i 1897/-98, og fjernede den i 1899. Man kan i dag stadig fornemme hvor Cyklebanen i Risskov lå mellem Lindevangsvej og Hyldevej.

### Aarhus Idrætspark
Den tredje cykelbane var en bane på 250 meter, og gik under navnet Gryden. Denne blev indviet 9. juli 1922, og var beliggende tæt ved Aarhus Idrætspark samt fungerede som et led af denne. Denne bane var ligesom banen i Vejlby Fed af cement.
Den fjerde og nuværende cykelbane på 333⅓ meter blev indviet i 1940. Ved åbningsløbet den 24. juli 1940, var der 4.000 tilskuere og en totalisatoromsætning på 34.000 kr. Den oprindelige tribune blev indviet i 1954.

## Løb
I cykelbanens storhedstid i 1960'erne afholdtes 2-3 løb om ugen, hvor to til tre tusinde tilskuere mødte op til hvert løb. I dag (2015) er antallet af løb og tilskuerantal stadig begrænset i forhold til fortiden, men på vej i den rigtige retning.
Efter flere arrangementsmæssige magre år, har Bane udvalget i Cykle Klubben Aarhus arbejdet på genskabe Cyklebanen som institution. I 2011 afholdtes for første gange, æresløb for Gunnar Asmussen og Niels Fredborg, der som cykelryttere begge havde hjemme på Aarhus Cyklebane, med hhv. Michael Berling og Simon Bigum som vindere.
I 2012 afholdte man for første gange Jørgen Leth's æresløb i forbindelse med åbningen på Aarhus Festuge. Løbet blev vundet af Christian Ranneris og Thorlak Frank.
2014 byder foreløbigt på de tre Æresløb for hhv. Niels Fredborg, Gunnar Asmussen og Jørgen Leth samt Mindeløb for 6-dags legenden Kay Werner. Forud for sæsonen 2015, udvidede man Æresløbsserien med et nyt løb, for den tidligere Aarhusrytter og 6-dageslegende Gert Frank. I 2016 havde man for første gang i over 10 år danske elitemesterskaber tilbage på plakaten i form af de danske mesterskaner i sprint, som blev vundet af William Rimkratt-Milkowski foran lokale Morten Høgh Abel Jensen. I juni 2017 kunne man sågar byde samtlige topryttere i dansk banecykling ved de danske omnium mesterskaber. Frederik Rodenberg sejrede foran Lasse Norman og Julius Johansen, mens den danske verdensmester Amalie Dideriksen tog sig af titlen hos damerne foran Trine Schmidt og Amalie Winther Olsen. Der arbejdes yderligere på at få europamesterskaber til den aldrende cyklebane i Aarhus samt at skabe rammerne for et international UCI-stævne på Aarhus Cyklebane.

### Erik Lindes Mindeløb
Erik Lindes Mindeløb blev først kørt som et omnium, men de senere år som et linjeløb over fem km med føring af motor. Erik Linde (1913 - 1990) var i 1940'erne banechef på Aarhus Cykelbane, medlem af Aarhus byråd fra 1.4.1970 til 31.3.1974 og igen fra 20.10.1976 til 31.12.1985 og onkel til cykelkommentatoren Jørgen Leth.
- 1993: Niels Poulsen
- 1994: Dennis Rasmussen
- 1995: Klaus Kynde
- 1996: Niels Sørensen
- 1997: Jacob Filipowicz
- 1998: Jimmy Hansen
- 1999: Morten Christiansen
- 2000: Michael Berling
- 2001: Michael Berling
- 2002: Michael Berling
- 2003: Dennis Rasmussen
- 2004: Michael Berling
- 2005: Michael Berling
- 2006: Michael Berling
- 2007: Johannes Ollerup Sall
- 2008: Ikke afholdt
- 2009: Ikke afholdt
- 2010: Ikke afholdt
- 2011: Ikke afholdt
- 2012: Martin Mortensen
- 2013: Elias Helleskov Busk
- 2014: aflyst pga. regn
- 2015: aflyst pga. regn
- 2016: Anders Lilliendal
- 2017: Anders Oddli (Norge)

### Gunnar Asmussen' Æresløb
Gunnar Asmussen, var som aktiv cykelrytter yderst alsidig, og var med det vindende danske hold på 4 km ved de Olympiske lege i Mexico 1968, samt guld ved de Nordiske Mesterskaber i 100 km hold 1970, samt det Nordiske Mesterskab i landevejsløb i 1971. Efter sin aktive karriere var Gunnar i mange år engageret som frivillig i hhv. Aarhus Bane Klub og Aarhus Cykel Klub. Gunnar stod bl.a. for det hårdeste DM i landevejs cykling nogensinde, i Handrup Bakker ved Ebeltoft. Da CK Aarhus og Aarhus Cyklebane afholdte det første æresløb tilbage i 2011, med Michael Berling som vinder, blev løbet vist direkte på TV2 - Østjylland.
- 2011: Michael Berling
- 2012: Steffen Munch Hansen
- 2013: Michael Berling
- 2014: Aflyst pga. regn
- 2015: Julius Johansen
- 2016: Alex Rasmussen
- 2017: Lasse Eland

### Niels Fredborg' Æresløb
Niels Fredborg, født i Odder, begyndte at køre på Aarhus Cyklebane i 1962, hvor han kun var 15 år, og måtte have en aldersdispensation. Da han skulle tage sin begynderprøve, satte han ny rekord og allerede som 16-årig vandt han sit første Danmarksmesterskab i sprint for seniorer. I sine mange aktive år for Aarhus Bane Klub og Aarhus Cyklebane, blev det til i alt 27 Danske Mesterskaber i disciplinerne; sprint, 1.000 meter på tid, tandem og holdforfølgelsesløb. Verdensmesterskab i 1.000 meter på tid 1967, 1968 og 1970. Deltagelse ved hele 4 Olympiske lege, med bl.a. Olympisk Guld i München 1972. I 2011 åbnede CK Aarhus og Aarhus Cyklebane dørene første gang for Niels Fredborgs Æresløb, for at hylde og ære hovedpersonen, for de mange års indsats for dansk banecykling både som aktiv og som leder. Løbet der blev vundet af fynske Simon Bigum, og har siden været en stor succes, i 2015 køres det for 5. gang.
- 2005: Alex Rasmussen
- 2011: Simon Bigum
- 2012: Nicklas O. Pedersen
- 2013: Martin Mortensen
- 2014: Nicklas O. Pedersen
- 2015: Daniel Hartvig
- 2016: William Rimkratt-Milkowski
- 2017: Jeppe Aaskov Pallesen

### Jørgen Leth' Æresløb
- 2012: Christian Ranneries/Thorlak Frank
- 2013: Michael Berling/Martin Mortensen
- 2014: Aflyst pga. regn
- 2015: aflyst pga. regn
- 2016: William Rimkratt-Milkowski
- 2017: Anders Oddli/Fredrik Steen (Norge)

### Kay Werner' Mindeløb
- 2014: Marc Hester/Martin Mortensen
- 2015: Alex Rasmussen/Christian Kos (Holland)
- 2016: Elias Helleskov Busk/Morten Høgh Abel Jensen
- 2017: Aske Vorre/Frederik Bjørn Sørensen

### Gert Frank' Æresløb
- 2015: Alex Rasmussen/Elias Hellseskov Busk
- 2016: Jakob Mørkøv
- 2017: Marc Hester

### Grote Prijs CK Aarhus
- I:
- II:
- III:
- IV: Simon Andreassen
- V: Joachim Parbo

## Fremtiden
I løbet af 2015 gennemgik Aarhus Cykelbanen omfattende reparationer, helt i tråd med det øgede aktivitetsniveau. Dommertårn og kabinebygningerne på inderkredsen blev totalt renoveret i løbet af 2016 sæsonen. Mod slutningen af 2017, får den gamle tribune en kærlig hånd, så den kan stå i mange år endnu. Vejrforhold er dog stadig en hæmsko for arrangører og aktive, derfor arbejdes der på at etablere en overdækningen på det eksisterende anlæg.
Aarhus Byråd traf i december 2002 beslutning om igangsætning af et undersøgelses- og planlægningsarbejde om den fremtidige anvendelse af arealet på Aarhus Cykelbane. Aarhus Cykle Klub har tilkendegivet, at man ikke ønsker at være en hindring for en udbygning af Atletion-komplekset og fremsat ønsker om at få stillet en kommunal grund til rådighed med henblik på udvikling af cykelsporten.
Den kommunale arbejdsgruppe har opsat følgende 3 scenarier:
- 1: Kombineret cykel og atletikhal. [note 1]
- 2: Multianvendelig stor atletikhal. [note 2]
- 3: Atletikhal med mulighed for udvidelse til storhal. [note 3]

Scenarie 2 og 3 kræver opførelse af en cykelbane på andet kommunalt areal, hvilket menes at komme til at koste 30 millioner kroner. Hertil blev i 2005 diskuteret et område ved Viby. I 2009 var tankerne dog på et område ved Lisbjerg, men heller ikke hertil er endnu fundet den nødvendige opbakning. Tankerne omkring fremtiden for cykelbanen er dog stadig i Lisbjerg (per 2011).
I løbet af 2015 er der blevet afholdt en lang række løb på Aarhus cyklebanen, heriblandt Danske Mesterskaber for Junior. Man har lagt yderligere på aktivitets kalenderen for 2016 og 2017, dermed er en cyklebane i en evt. fremtidig multiarena: Aarhus Arena, et must for Aarhus. En overdækket 250 meter bane, integreret i en kommende multihal.

## Kultur
Aarhus Festuge har typisk arrangementer på Aarhus Cyklebane i festugen. I forbindelse hermed blev i 2009 lavet en kortfilm med Steffen Brandt og Jørgen Leth med udgangspunkt i cykelbanen. Filmen varer 9 minutter og 41 sekunder og har titlen Det meste af tiden.
I 2012 åbnede Aarhus Cyklebane Aarhus Festuge med Jørgen Leths Æresløb, hvor Cykle Klubben Aarhus, udover at afholde cykelløb, også samlede ind til Haiti.